# Українська рапсодія
«Украї́нська рапсо́дія» (рос. «Украинская рапсодия») — український радянський художній фільм Сергія Параджанова, знятий на Київській кіностудії імені Олександра Довженка 1961 року.

## Сюжет
Під час війни поранений радянський солдат Антон потрапив у полон. Органіст Вайнер урятував військовополоненого, який утік з-під конвою, і переховував його в себе вдома. Коли в місто прийшли американські війська, Антонові не дозволяли виїзду до визначення всіх подробиць його перебування в Німеччині. Тим часом його кохана Оксана, дівчина з українського села, вже втратила надію на його повернення. Настали мирні дні. Оксана, маючи гарний голос, виступає на Всесвітньому конкурсі вокалістів і виграє гран-прі. Дівчина повертається в своє село і на вокзальному пероні зустрічає Антона.

## У головних ролях
- Ольга Петренко — Оксана (її пісні лунають голосом Євгенії Мірошниченко)
- Едуард Кошман — Антон
- Юрій Гуляєв — Вадим
- Наталія Ужвій — Надєжда Пєтровна
- Олександр Гай — Вайнер
- Валерій Вітер — Руді

В епізодах:
- Степан Шкурат — дідусь
- Сергій Петров — голова Юрій
- Микола Слободян
- А. Поспєлов
- Ольга Ножкіна
- Дмитро Капка — військовополонений
- Катерина Литвиненко — мати
- Валентин Грудинін
- Юрій Саричев
- І. Куликов
- Костянтин Степанков — Отто
- Світлана Коновалова — Андрєєва
- В. Бєлий
- Е. Коваленко
- Анатолій Чемодуров — капітан (не вказаний у титрах)
- Микола Винграновський — сержант, який грає на піаніно (не вказаний у титрах)
- Микола Засєєв-Руденко (не вказаний у титрах)

## Знімальна група
- Режисер-постановник: Сергій Параджанов
- Сценарист: Олександр Левада
- Оператор-постановник: Іван Шеккер
- Режисер: А Бочаров
- Режисер-стажер: Г. Гончаренко
- Художники: Михайло Раковський (декорації), Н. Браун (костюми), Е. Шайнер (грим)
- Звукооператори: Ніна Авраменко, Софія Сергієнко
- Монтаж: Марфа Пономаренко
- Комбіновані зйомки: Тетяна Чернишова (оператор), В. Дубровський (художник)
- Редактор: Ніна Лучіна
- Директори фільму: Бернард Глазман, П. Дєдов

## Музика
- Текст пісень: Микола Нагнибіда
- Композитор: Платон Майборода
- Вик. Державний симфонічний оркестр УРСР, диригент Веніамін Тольба

## Цікаві факти
У зйомках фільму брали участь колгоспники села Бучак і військові Радянської Армії. Фільм має французькі субтитри.